# Druhý lateránský koncil
Druhý lateránský koncil se sešel na popud papeže Inocence II. v dubnu 1139 a zúčastnilo se jej téměř 1000 kleriků.
Hlavním úkolem koncilu bylo uklidnit situaci církve ve schizmatu, které předešlého roku skončilo smrtí vzdoropapeže Anakléta II. Všechna svěcení Anakléta II. byla prohlášena za neplatná, jeho stoupenci byli sesazeni. Sicilský král Roger II. Sicilský byl exkomunikován, stejně tak Arnold z Brescie.
Význam koncilu tkvěl také v tom, že zakázal při střetech mezi křesťanskými stranami užívání samostřílů – jedná se tak zřejmě o první „mezinárodní“ zákon, který vymezuje pravidla při válečném střetnutí.